# Caguach
Caguach o Cahuach es una de las islas menores más conocidas del Archipiélago de Chiloé, en el sur de Chile, comuna de Quinchao. Tiene forma de medialuna y contiene los sectores de Capilla Antigua, El Estero, El Pasaje y La Capilla. Está en el este del archipiélago, a una hora y media de navegación de Achao y a cuatro de Castro. Su fama proviene de la ceremonia anual de la peregrinación de Jesús Nazareno, que consiste en la procesión del nazareno de Cahuach por la explanada de la isla. 
Esta isla es llamada también como 'isla de la devoción' por esta importante festividad religiosa, una de las más importantes del sur de Chile. Ocurre de manera normal el día 30 de agosto; pero desde hace varios años también se lleva a cabo el tercer domingo de enero, para obtener más provecho del turismo folclórico de la temporada veraniega.

## Historia
La isla estuvo poblada por los chonos, un pueblo nómada que se desplazaba por los canales en embarcaciones llamadas dalcas. Según se especula, ellos le dieron el nombre y en su lengua significaría "nuestra isla con una playa arenosa". Posteriormente, fue poblada por los huilliches, agricultores y pescadores; y en el siglo XVII empezó a ser visitada por los jesuitas de la Misión Circular.
Cuenta la leyenda que la imagen de Jesús nazareno originalmente estaba destinada para la isla Meulín pero los caguachanos no contentos con esta medida decidieron ir a robar la imagen del santo a las tres de la mañana que en ese momento estaba en Tenaún.

### Origen de la fiesta religiosa

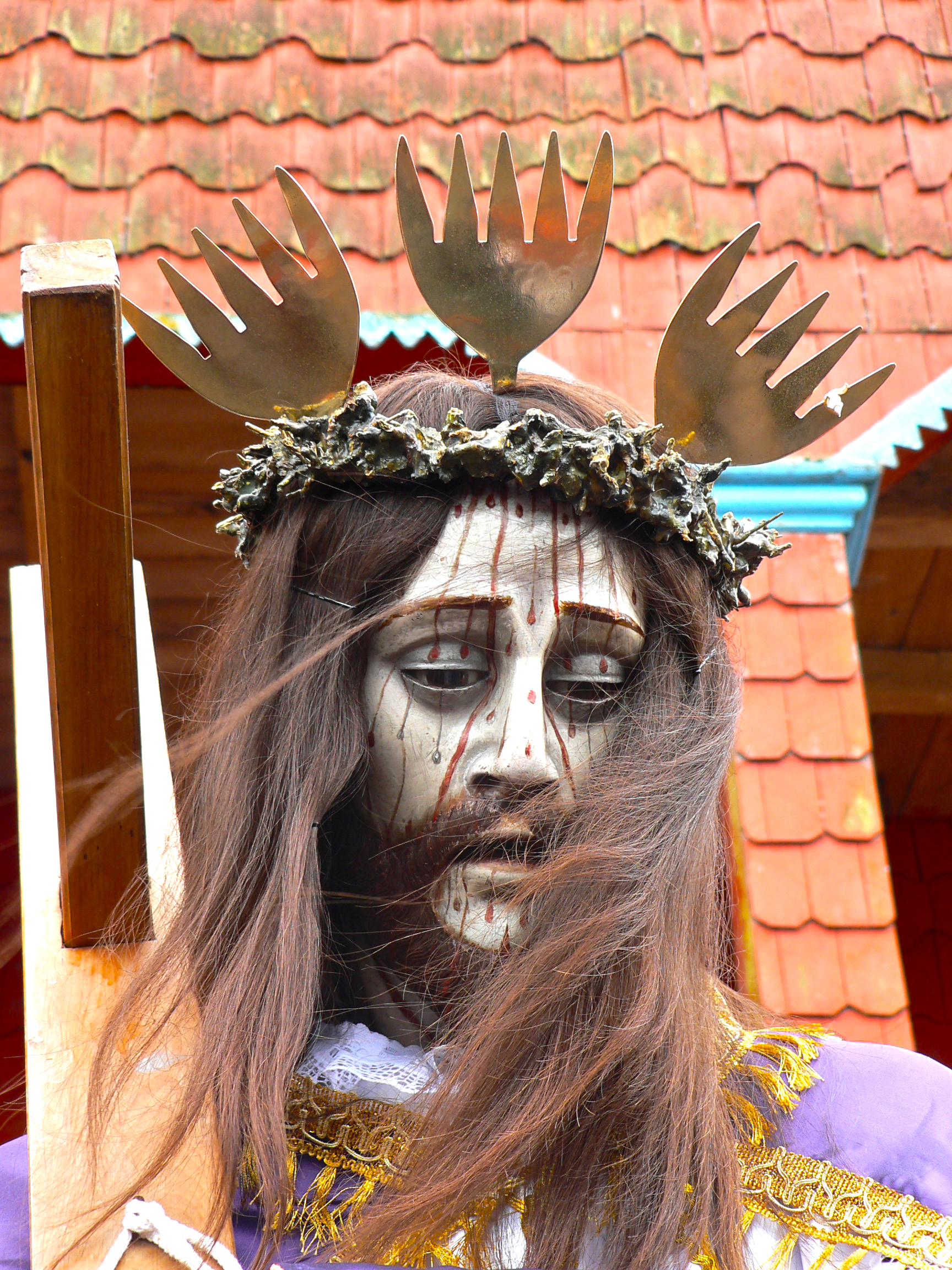
Vista frontal de Jesús Nazareno de Cahuach.

Según cuenta la leyenda, a fines del siglo XVIII los habitantes de Caguach, Alao, Apiao, Tac, Chaulinec y Meulín vivían en conflicto constante y para remediarlo, el sacerdote franciscano Hilario Martínez les llevó la imagen de Jesús Nazareno desde Tenaún, con el fin de que organizaran la fiesta en conjunto. Los isleños accedieron, con excepción de los habitantes de Meulín, que se mantuvieron al margen.

### LaPreba
Al no haber acuerdo acerca de qué isla se quedaría con la imagen y había riesgo de que se rompiera la tregua, se llevó a cabo una competencia de embarcaciones a remo en que la isla vencedora se llevaría al Nazareno y las demás asistirían a la fiesta y cooperarían con su realización. Los remeros caguachanos ganaron y el asunto quedó resuelto. Esta carrera se convirtió en una tradición que se efectúa todos los años el día 23 de agosto. Recibe el nombre de "Preba" (así se dice prueba en español chilote).
Durante los días siguientes a la Preba, los habitantes de las cinco islas comienzan a preparar la iglesia para recibir a los peregrinos y todas las tardes se reúnen a orar dentro del templo. Este conjunto de oraciones se realiza durante los nueve días previos a la celebración principal. Por eso se denomina novena.

### Ceremonia de las banderas
El 29 de agosto se hace la ceremonia de las banderas, en que dos grupos de hombres se disponen en hileras, mirándose de frente, e inician movimientos de avance y retroceso agitando banderines y banderolas de colores al ritmo de pasacalles
Esta actividad se interpreta como una escenificación de los antiguos combates entre los habitantes de las islas o como un saludo a los santos en el lenguaje de las banderas usado por los marineros, pero del que ya no se conserva el conocimiento de su significado                                         

### Misa y procesión

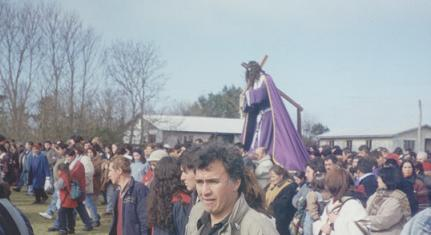
Procesión del Jesús Nazareno de Cahuach (30 de agosto de 2000).

En la mañana del                                                                 día 30 de agosto parten embarcaciones desde todos los puertos de Chiloé llenas de devotos del Nazareno y también de turistas y comerciantes.
La misa se lleva a cabo en la iglesia de Cahuach, que se ubica en el sector La Capilla y fue declarada Patrimonio de la Humanidad. La ceremonia comienza alrededor de las 11 de la mañana, pero la mayor parte de los visitantes no logra entrar a la iglesia y deben contentarse con escucharla desde la explanada a través de altoparlantes. Al terminar la misa se distribuye entre los asistentes la túnica púrpura que vestía a la imagen de Jesús y se lo viste con una nueva. Estos trozos sirven al mismo tiempo como amuleto y como un recuerdo de la celebración.
Para finalizar, se realiza una procesión, presidida habitualmente por el obispo de Ancud. La marcha se hace al ritmo de pasacalles y de canciones alusivas al Nazareno.